# Dziecinów (Otwock)
Pour les articles homonymes, voir Dziecinów.
Dziecinów (prononciation : [d͡ʑɛˈt͡ɕinuf]) est un village polonais de la gmina de Sobienie-Jeziory dans le powiat d'Otwock de la voïvodie de Mazovie dans le centre-est de la Pologne.
Le village compte une population d'approximativement 663 habitants.

## Histoire
De 1975 à 1998, le village appartenait administrativement à la voïvodie de Siedlce.